# José Aguirre (músico)
José Aguirre (Pereira, 16 de agosto de 1970) es músico, productor musical, trompetista y compositor colombiano; ganador del premio 'Lo nuestro' en 2004 con la agrupación 'Son De Cali', como mejor nuevo artista del año.

## Biografía
A los 11 años de edad, José Aguirre mostró interés por la música y aprendió en la calle lo que otros músicos aprenden en la academia. Al principio su familia no estuvo de acuerdo pero al escucharlo interpretar la trompeta y ver el potencial talento como músico terminaron dándole aliento para continuar.
José Aguirre, hijo de caldenses, llegó a Cali procedente de la ciudad de Pereira en 1988. Allí se estableció y buscó contacto con la salsa. Gracias a su talento el joven trompetista formó parte de orquestas locales hasta llegar como director musical de la reconocida orquesta Grupo Niche de Jairo Varela.
También forman parte de su carrera musical múltiples grabaciones en las que ha participado como trompetista, productor y compositor, así como premios nacionales e internacionales.

## Trayectoria
La trayectoria de José Aguirre comenzó cuando muy joven integró la agrupación Los del Caney; tiempo después forma parte de Guayacán Orquesta durante dos años. Luego integró las filas del reconocido Grupo Niche donde permaneció 10 años destacándose como trompetista, arreglista y convirtiéndose más adelante en el director musical más joven que ha tenido la agrupación en sus más de 30 años de historia. Con Niche recibió una nominación al Premio Grammy Latino en 2001 por el álbum Propuesta.
Su experiencia durante esa década está llena de éxitos en casi ocho producciones musicales de las cuales se destacan canciones como: «Gotas de lluvia», «Un alto en el camino», «La magia de tus besos», «La canoa ranchaa», «Duele más» y otras canciones.
Luego aparece Yuri Buenaventura, artista colombiano destacado en el continente europeo con la salsa con quien se vinculó como productor musical y director de su banda por dos años consecutivos; recorriendo Europa y gran parte de África. Con él hicieron la banda sonora de la película Salsa para el Festival de Cannes del año 2001. También fue parte de trabajos discográficos como Yo soy, Vagabundo, Salsa dura, Cita con la luz y Paroles (2016).
Cuando Willy García y Javier Vásquez conforman la orquesta Son de Cali; José Aguirre es quien dio el concepto musical a las primeras producciones de esta agrupación salsera con la que obtuvo éxitos como «Y entonces», «Lo que te sobre» y «Por haberla dejado», entre otros.
En 2015, tras producir el trabajo musical del Grupo Niche 35 Aniversario, José Aguirre regresó a la dirección musical de la agrupación por invitación de los hijos de Jairo Varela en cabeza de Yanila Varela.

### Trayectoria internacional
En el ámbito internacional José Aguirre ha realizado producciones al lado de Sergio George y también de manera individual para artistas como Luis Enrique, La India, Tito Nieves, Mickey Taveras, Mariano Cívico y Marc Anthony en el género salsero, así como Cesária Évora y Lura, artistas de morna.
Integró la orquesta del maestro Eddie Palmieri como primera trompeta durante la gira Puerto Rico y realizó con Víctor Manuelle su gira por Colombia, estas dos participaciones en el año 2000. Fue invitado por el Conservatorio Regional de Toulouse (Francia) para dictar el Seminario trompeta latina, en el año 2002.
En 2012 José Aguirre formó parte de la nómina de Salsa Giants del productor Sergio George como trompetista invitado para el concierto Curazao North Sea Jazz Festival; compartiendo escenario con artistas como Marc Anthony, Oscar d’ León, Cheo Feliciano, Andy Montañez y José Alberto “El Canario” entre otros, ante un número aproximado de doce mil espectadores. 
En 2016 el reconocido cantautor de flamenco Diego El Cigala buscó a José para que participe como productor musical, arreglista y trompetista de su trabajo discográfico titulado Indestructible en los temas de salsa; con los que incursionó en este género de música tropical. Con este CD, El Cigala logró la nominación a los Premios Billboard de la música latina 2017 en la categoría “Artista del año, solista, tropical albums”

## Reconocimientos y nominaciones
Con Son de Cali obtuvo un Premio Lo Nuestro como “mejor nuevo artista del año” en 2004 y una nominación a los Premios Billboard en el mismo año. 
Luego con el álbum Creciendo que fue hecho en su totalidad por José Aguirre en su propio estudio de grabación se nominó de nuevo a esta agrupación caleña al Premio Grammy Anglo en el año 2005 como mejor producción de salsa al lado de Rubén Blades, Marc Anthony, Víctor Manuelle y Gilberto Santa Rosa.
Fue invitado como jurado al festival mundial de la salsa, realizado en la ciudad de Cali en el 2010 y como invitado especial en el 2011.
También fue galardonado con el Premio Luna 2010 (Barranquilla) como productor musical del año. Siendo esta la primera vez en la historia de éste premio que el galardón en esta categoría se entrega de forma directa, sin que el ganador tuviese que competir con más contrincantes, la decisión la tomó la junta directiva del Premio Luna, con el fin de reconocer la trayectoria de Aguirre.
Es reconocido como artista Fides USA por la exclusiva marca de instrumentos musicales, y además fue designado como imagen para Colombia de las trompetas Fides Pionner, siendo el único compatriota en lograr esta distinción hasta el momento.
Para el 2014 obtuvo doble nominación al Premio Grammy Anglo en la categoría “Mejor álbum tropical latino” con 3.0 de Marc Anthony y Salsa Giants de Sergio George.
En 2015 José Aguirre produce el trabajo musical Grupo Niche 35 Aniversario con el cual la orquesta de Jairo Varela alcanza una nominación a Mejor Álbum de Salsa en la 17 entrega del Grammy Latino 2016, una nominación a “Mejor Álbum Tropical Latino” en los premios Grammy Anglo 2017, una nominación en la categoría “Álbum del año” en el Premio Lo Nuestro 2017 y una nominación en la categoría “Artista del año, Dúo o Grupo, Tropical” de los Premios Billboard de la música latina 2017.
Gracias a su amplia trayectoria y las innumerables grabaciones en las que ha participado José Aguirre hoy día es miembro votante en la N. A. R. A. S. (Academia Nacional de Grabación de Artes y Ciencias) que cada año elige a los artistas más destacados en la industria de la grabación en los Estados Unidos.

## Productor de artistas
Otros artistas nacionales que cuentan con producciones realizadas por José Aguirre son: Alberto Barros (Tributo a la salsa colombiana, volúmenes 1, 2 y 3 y Mano a mano), Juan Carlos Coronel, Grupo Galé (el álbum 15 Aniversario y otros), César Mora, Charlie Cardona, Gustavo Rodríguez, Hansel Camacho, Orquesta Canela (compositor de los temas «El mujeriego» y «Qué borrachera», éxitos en la Feria de Cali), La Misma Gente, Adriana Chamorro, Los Titanes, Cristian Fernández, Las Extrellas, Álvaro Ricardo, Juan Carlos Ensamble, Paché Andrade, Javier Vásquez (disco ganador en la Feria de Cali 2011 con la canción «Salud»), Amílcar Boscán, Matecaña Orquesta y Osmar Pérez, entre otros.

## Otros proyectos
A finales del año 2009 y después de aportar su talento y experiencia a numerosos artistas, José Aguirre presenta su agrupación Calle Maestra, un conjunto salsero de pleno sabor callejero que impacta con su primera producción titulada Pase lo que pase. Además trabajó como director, productor, compositor y trompetista de la agrupación Kema, un formato joven catalogado como tropical latino.
Para el 2013 José Aguirre conformó la orquesta La Cali Big Band invitando a los mejores músicos de la ciudad de Cali; este mismo año se graba el trabajo discográfico Antología musical en el cual se incluyeron las 56 canciones que fueron éxitos durante cada una de las versiones de la Feria de Cali. Este trabajo se presentó en vivo en diferentes escenarios y durante la versión 2013 de la feria logrando el reconocimiento del público. En 2015 produce el segundo trabajo musical titulado Lo que trajo el barco.

## Discografía
Nombres de algunos trabajos musicales de artistas nacionales e internacionales donde José Aguirre ha participado como arreglista, productor, compositor y trompetista.
| Álbum                            | Artista                               | Año  |
| -------------------------------- | ------------------------------------- | ---- |
| Un alto en el camino             | Grupo Niche                           | 1993 |
| Huellas del pasado               | Grupo Niche                           | 1995 |
| Etnia                            | Grupo Niche                           | 1995 |
| Dominando la salsa               | Grupo Galé                            | 1996 |
| A prueba de fuego                | Grupo Niche                           | 1997 |
| Señales de humo                  | Grupo Niche                           | 1998 |
| Apuesto todo                     | Gustavo Rodríguez                     | 1998 |
| Herencia africana                | Yuri Buenaventura                     | 1998 |
| A golpe de folklore              | Grupo Niche                           | 1999 |
| De costa a costa                 | Mariano Cívico                        | 2000 |
| Soy yo                           | Yuri Buenaventura                     | 2000 |
| Con el mismo swing               | Grupo Galé                            | 2000 |
| Sumando sueños                   | Orquesta Canela                       | 2001 |
| La danza de la chancaca          | Grupo Niche                           | 2001 |
| Control absoluto                 | Grupo Niche                           | 2002 |
| Inconfundible                    | Mariano Cívico                        | 2002 |
| Propuesta                        | Grupo Niche                           | 2002 |
| Estilo propio                    | Son de Cali                           | 2002 |
| Vagabundo                        | Yuri Buenaventura                     | 2003 |
| Fabricando fantasías             | Tito Nieves                           | 2004 |
| Creciendo                        | Son de Cali                           | 2004 |
| Xtremo                           | Guayacán Orquesta                     | 2005 |
| Alive                            | Grupo Niche                           | 2005 |
| Salsa dura                       | Yuri Buenaventura                     | 2005 |
| Cambiando la historia            | Son de Cali                           | 2006 |
| 15 Aniversario                   | Grupo Galé                            | 2006 |
| Para ser feliz                   | Charlie Cardona                       | 2008 |
| Mano a mano                      | Alberto Barros                        | 2008 |
| Ciclos                           | Luis Enrique                          | 2009 |
| Bueno y más                      | Guayacán Orquesta                     | 2009 |
| Cita con la luz                  | Yuri Buenaventura                     | 2009 |
| Tributo a la salsa II            | Alberto Barros                        | 2009 |
| Única                            | India                                 | 2010 |
| Bailá salsa                      | Mauro Castillo                        | 2012 |
| Aquí estoy                       | Javier Vásquez                        | 2012 |
| Lo que me gusta                  | Adriana Chamorro                      | 2013 |
| Mi bendición                     | César Mora                            | 2013 |
| 25 años, 25 éxitos, 25 artistas  | Guayacán Orquesta                     | 2013 |
| Salsa Giants                     | Sergio George                         | 2013 |
| 3.0                              | Marc Anthony                          | 2013 |
| Feria de Cali: Antología musical | José Aguirre y su Cali Salsa Big Band | 2013 |
| Homenaje a un grande             | José Aguirre y su trompeta            | 2014 |
| Lo que trajo el barco            | José Aguirre y su Cali Salsa Big Band | 2015 |
| 35 Aniversario                   | Grupo Niche                           | 2015 |
| Paroles                          | Yuri Buenaventura                     | 2015 |
| La receta                        | Mauro Castillo                        | 2016 |
| Latina                           | Thalía                                | 2016 |
| Indestructible                   | Diego El Cigala                       | 2016 |
| 40                               | Grupo Niche                           | 2020 |
| Back to the great sound          | Calle Maestra                         | 2020 |